# Miguel Reneses
Miguel Ángel Reneses González-Solares (n. 1955) es un político español, diputado de la v, vi, vii, viii y ix legislaturas de la Asamblea de Madrid, que desempeñó el cargo de coordinador de Izquierda Unida Comunidad de Madrid (IU-CM) entre 2000 y 2002.

## Biografía
Nacido el 24 de febrero de 1955 en la localidad toledana de Quintanar de la Orden es profesor de primaria e ingresó en Izquierda Unida (IU) en el momento de constitución de la organización. Fue concejal del Ayuntamiento de Fuenlabrada.
En diciembre de 2000 resultó elegido coordinador de IU-CM; tras un breve mandato marcado por la crisis interna en la organización regional, cesó a comienzos de 2002, y fue sucedido por Fausto Fernández.
Entró por primera vez como diputado de IU en el parlamento autonómico de la Comunidad de Madrid tras las elecciones de mayo de 2003, correspondientes a la formación de su vi legislatura; repitió el cargo en la vii, viii y ix legislaturas.
Secretario de Organización de IU —número 2 de la organización a nivel federal por detrás de Cayo Lara—, fue acusado por una compañera de partido en el Ayuntamiento de Fuenlabrada —la concejal Josefa Conde— de un supuesto delito de acoso sexual; el Tribunal Superior de Justicia de Madrid, tras haber imputado a Reneses en enero de 2012, archivó en junio de dicho año el caso por prescripción del delito. Reneses había optado en enero por suspender cautelarmente su actividad política en la Secretaría de Organización de IU.
En diciembre de 2014 envió una carta a Cayo Lara, transmitiéndole su deseo de cesar en el cargo de secretario de Organización por «profundas diferencias estratégicas» con el candidato en las primarias Alberto Garzón. Cesado finalmente como secretario de Organización el 30 de enero de 2015, en febrero de 2015 se querelló contra La Marea por un artículo sobre él publicado en dicho medio y firmado por Antonio Maestre.
Fue junto a Gregorio Gordo y Ángel Pérez, uno de las políticos de Izquierda Unida Comunidad de Madrid que, expulsada IU-CM de la organización federal de Izquierda Unida, apoyó la creación de la plataforma «Convergencia de la Izquierda» en 2015. Casado con la concejal en el Ayuntamiento de Fuenlabrada Teresa Fernández.